# Rudolf Sievers (Politiker)

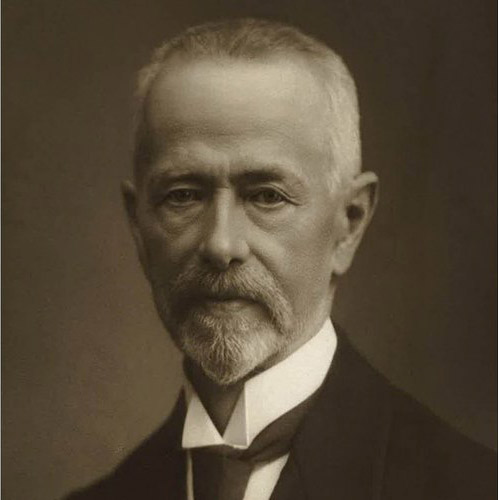
Rudolf Sievers

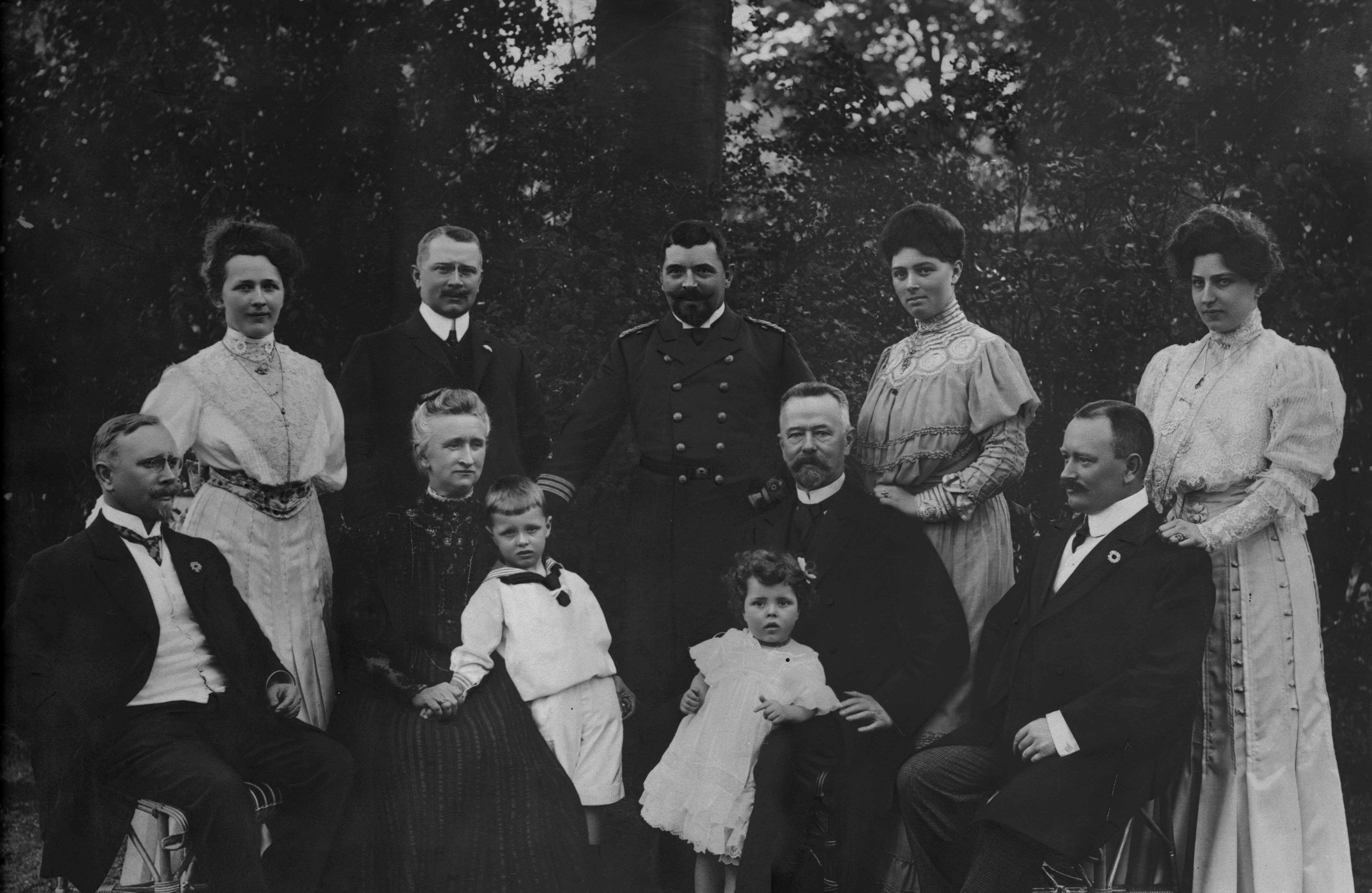
Rudolf Sievers mit Ehefrau, den Familien seiner Kinder und Enkelkindern

Rudolf Sievers (* 14. Februar 1841 in Hoopte; † 13. Mai 1921 in Winsen) war Kaufmann und Mitglied des Deutschen Reichstags.

## Leben
Sievers erhielt Privatunterricht, besuchte die gehobene Privatschule in Winsen und das Gymnasium zu Lüneburg. 
Anschließend erlernte er den Kaufmannsberuf und wurde in Winsen an der Luhe ansässig.
Im Jahr 1867 übernahm er das Land- und Eisenhandelsgeschäft von Carl Glimmann, das bereits 1831 gegründet worden war. Das Geschäft war zunächst auf Salz, Tuch, Wagenreifen, Vormaterial für Hufeisen und Schnaps spezialisiert. Nach der Übernahme durch Sievers wurde das Sortiment erweitert und umfasste nun Kunstdünger, Futtermittel, Erzeugnisse der Stahlindustrie und gusseiserne Säulen.
Er heiratete die Tochter Glimmanns und hatte mit ihr vier Kinder. Nach seinem Tod am 13. Mai 1921 im Alter von 80 Jahren führten seine Söhne Carl und Otto Sievers das Unternehmen weiter. Nach dem Tod von Carl Sievers übernahm dessen Bruder Dr. Otto Sievers am 1. Juli 1927 die Leitung des Unternehmens.

## Politische Tätigkeit
Neben seiner kaufmännischen Tätigkeit engagierte sich Rudolf Sievers politisch. Von 1907 bis 1912 war er Mitglied des Deutschen Reichstags für den Wahlkreis Provinz Hannover 16 (Lüneburg, Soltau, Winsen (Luhe)) und vertrat dort die Nationalliberale Partei.
Er war zudem Mitglied des Kreisausschusses von Winsen, seit 1880 Mitglied der Handelskammer Lüneburg und engagierte sich als Mitglied des Vorstandes der Kreissparkasse sowie des Vaterländischen Frauenvereins zu Winsen. Darüber hinaus war er Mitglied des Kuratoriums der Landwirtschaftsschule Lüneburg und unterstützte landwirtschaftliche Vereine und Genossenschaften.

## Unternehmerische Tätigkeit
Das von ihm übernommene Unternehmen RUDOLF SIEVERS GmbH entwickelte sich unter seiner Führung zu einem bedeutenden regionalen Fachgroßhandel. Heute ist die Firma Teil der Partner für Technik Gruppe und betreibt mehrere Standorte in Norddeutschland.